# Alfred Frenzel
Alfred Frenzel (kodno ime Anna), nemški politik in vohun, * 18. september 1899, † 23. julij 1968, Liberec, Češkoslovaška.
Frenzel, ki se je rodil na področju poznejše Češkoslovaške, je bil sprva komunist, nato pa je po zasedbi Češkoslovaške s strani Tretjega rajha pobegnil v Združeno kraljestvo in tam sodeloval z vlado v izgnanstvu.
Po koncu druge svetovne vojne se je naselil v Zahodni Nemčiji, kjer je vstopil v politiko. Leta 1956 ga je bivši prijatelj, sodelavec StB, prisilil v vohunjenje za Češkoslovaško. Odkrili so ga leta 1960 in ga obsodili na 15 let zapora. Že leta 1965 je bil zamenjan za 4 zahodnonemške vohune.